# Knight Lore
Knight Lore es un videojuego desarrollado por Tim Stamper y Chris Stamper en 1984 para ZX Spectrum, Amstrad CPC y MSX por Ultimate Play The Game, una de las compañías británicas de software de entretenimiento más prestigiosas a nivel mundial durante los 80. 
Este juego es el tercero en la serie de Sabreman, precedido por Sabre Wulf y Underwurlde. En él deberemos conseguir los ingredientes de una poción repartidos en un castillo lleno de trampas y entregárselos al mago que vive en él para que nos libre de la maldición que nos transforma en lobo por la noche. 
Esta maldición nos afecta durante el desarrollo del juego, en el que transcurren días y noches, y durante la transformación nos deja indefensos, lo que se debe tener muy en cuenta para no ser eliminado por los enemigos que pululan por las diferentes pantallas. Esto unido a un mapa extenso con pantallas endiabladas contribuye a una dificultad alta, aunque con bastante entrenamiento es posible completar el juego sin necesidad de POKEs o trucos.
El juego se trata de un clásico juego de plataformas, su principal novedad reside en el entorno gráfico del juego, que utiliza perspectiva isométrica permite no sólo moverse en tres dimensiones sino también interaccionar con objetos mediante una física sencilla pero efectiva. El motor utilizado llevó el nombre de Filmation y se convertiría en la marca de la casa.
Esta técnica Filmation era impresionante para la época ya que introdujo grandes innovaciones a todos los niveles: marcó un antes y después de la historia de los juegos, siendo aún hoy en día una referencia a tener en cuenta. 
Nuestro protagonista podía interactuar con los objetos, subirse en ellos para llegar a lugares innacesibles, tirar objetos, etc.
Los autores, que fueron elevados instantáneamente a la categoría de genios (fama alimentada por su notoria reticencia a ser entrevistados o fotografiados) eran conscientes de la revolución que iba a suponer el lanzamiento de este juego y de hecho retrasaron su salida hasta después del Underwurlde (aún en 2D), a pesar de que Knight Lore había sido desarrollado con anterioridad.
Al terminar la aventura un mensaje nos indica que esta continuará en Mire Mare, la que sería la próxima aventura de Sabre Man pero que nunca llegaría a ser publicada.
El juego en 1984 obtuvo un brutal éxito de crítica y público, considerándose una verdadera revolución en el mundo de los videojuegos de la época.